# Donnie Nietes
Donnie Liboon Nietes (Bacolod, 13 maggio 1982) è un pugile filippino.
Soprannominato "Ahas" (in italiano "serpente") per la sua usanza ad entrare nel ring con un pitone di sua proprietà, è detentore del titolo mondiale WBO dei pesi supermosca. È campione mondiale in quattro categorie di peso: dal 2007 al 2010 ha posseduto la corona WBO dei pesi paglia, prima di rendere vacante la sua cintura per passare ai minimosca, dove è stato campione WBO e The Ring. Dal 2017 al 2018 è stato quindi campione IBF dei pesi mosca.
È cugino di Gerson Nietes, anch'egli pugile professionista.